# Странг (Оклахома)
Странг (енгл. Strang) град је у америчкој савезној држави Оклахома.

## Демографија
По попису из 2010. године број становника је 89, што је 11 (-11,0%) становника мање него 2000. године.
| Група             | 2000.      | 2010.      |
| Белци             | 63 (63,0%) | 54 (60,7%) |
| Афроамериканци    | 0 (0,0%)   | 0 (0,0%)   |
| Азијати           | 0 (0,0%)   | 0 (0,0%)   |
| Хиспаноамериканци | 4 (4,0%)   | 0 (0,0%)   |
| Укупно            | 100        | 89         |